# Każde martwe marzenie. Opowieści z meekhańskiego pogranicza
Każde martwe marzenie. Opowieści z meekhańskiego pogranicza – piąty tom serii fantasy Opowieści z meekhańskiego pogranicza polskiego pisarza Roberta M. Wegnera. Powieść ukazała się drukiem w pod koniec roku 2018, wydana nakładem wydawnictwa Powergraph.

## Bohaterowie
Głównymi bohaterami są: porucznik Kenneth-lyw-Darawyt, wozanka Key'la, Kailean i Laskolnyk, Deana „płomień Agara” d'Kllean, oraz były złodziej, Altsin Awendeh. Poznajemy w niej również cesarza Kregan-ber-Arlens.

## Odbiór
Adam Szymonowicz z portalu Katedra uznał, że Każde martwe marzenie to polska powieść fantasy roku i żelazny kandydat do nagród branżowych. W 2019 książka zdobyła Nagrodę im. Janusza A. Zajdla w kategorii powieść.

## Tłumaczenia
Każde martwe marzenie zostało przetłumaczone na język rosyjski.